# Albert Rolland
Pour les articles homonymes, voir Rolland.
Albert Rolland, né le 28 janvier 1913 à Brest (Finistère), fusillé le 17 septembre 1943 à la forteresse du Mont-Valérien, est un résistant français de la Seconde Guerre mondiale mort pour la France.

## Famille
Albert François Rolland est né le 28 janvier 1913 à Brest, 8 rue Traverse. Il est le fils de Jean Rolland et de Marie Héliès. Le 30 janvier 1937, il épouse Louise Laurans, 18 ans. De leur union naît un fils, Christian. Le 8 mai 1941, Louise Laurans meurt de maladie à son domicile à Brest.

## Albert Rolland, des tracts aux sabotages contre l'occupant allemand

### Son entrée en résistance
Albert Rolland travaille à l'atelier des bâtiments en fer de l'Arsenal de Brest dès le 1er septembre 1927. Il a 14 ans. Il y exerce la profession de forgeron. En 1936, il devient délégué syndical de l'Arsenal et adhère au Parti communiste français. Il s'occupera par la suite de l'organisation clandestine de la confédération générale du travail (C.G.T.) à l'arsenal de Brest, reconstituée en toute illégalité.
Sous l'occupation allemande, dès 1940, il devient propagandiste résistant. Il diffuse des journaux et des tracts du parti communiste, notamment en faveur des emprisonnés politiques selon la police française à l'époque. La nuit, il participe à des actes de défiance à l'encontre de l'occupant par des inscriptions anti-allemandes sur les murs de Brest et ce, malgré les couvre-feu imposés par les autorités allemandes.
En octobre et décembre 1941, il participe avec le groupe de Pierre Corre, dont il devient l'un des principaux adjoints, à l'organisation de grèves patriotiques à l'arsenal de Brest pour protester contre des exécutions de membres d'un groupe de résistants appelé groupe Élie.

### Sa participation à des actes de sabotages contre les Allemands
Le 26 mars 1942, il participe aux sabotages de sous-stations électriques à l'arsenal. Trois sous-stations seront détruites dont l'une par le groupe Yves Prigent, Guy Dorgou et Albert Rolland. En mai 1942, il devient membre des francs-tireurs et partisans (FTP). Il va prendre alors part à de nombreuses actions anti-allemandes. Un dépôt d'armes et d'explosifs est alors constitué à son domicile.
Au mois de mai 1942, avec l'aide de Joseph Ropars, il fait sauter un central téléphonique allemand dans le quartier de Saint-Marc à Brest. À cette époque, Saint-Marc était une commune à part entière.
Au mois de juin 1942, un local allemand explose à Brest. La bombe artisanale est fabriquée à base de plastic par Albert Rolland. C'est la première fois qu'il dispose de cette matière mais par la suite, seront préférées la mélinite, la tolamite, la cordite ou la traditionnelle dynamite. Cette dernière est récupérée dans les carrières avoisinantes.
La célébration de la fête nationale est interdite le 14 juillet 1942 par les Allemands avec l'accord du maréchal Pétain. Albert Rolland participe alors aux sabotages dits « commémoratifs » du 14 juillet 1942, décidés par le parti communiste. Ainsi, des machines de la station de pompage hydraulique de l'arsenal de Brest sont endommagées.
Au mois de septembre 1942, Albert Rolland et ses compagnons de résistance décident de faire sauter la Maison de Hitler, où sont exposés des portraits des hauts personnages nazis. L'attentat n'aura pas lieu en raison d'un dysfonctionnement du système de mise à feu de l'explosif. Durant le même mois, ils réussiront à faire exploser à la dynamite un pylône électrique qui sert à alimenter la commune de Saint-Marc. Le 20 septembre 1942, Albert Rolland participe à l'attentat du Gasthaus des officiers de la Kriegsmarine qui fait un nombre élevé de morts et de blessés.

## Albert Rolland, de son arrestation à sa condamnation à mort

### L'arrestation pour activités communistes
Le 26 septembre 1942, à la suite d'une attaque à main armée au bureau de poste de Lanester dans le Morbihan, qualifié d'attentat par les autorités françaises, les policiers de la section de protection anticommuniste (SPAC) déplacés à Brest se font remettre par les policiers collaborateurs locaux les rapports d'enquête clôturés ou en cours. Une vague d'arrestations parmi les personnes considérées comme membres du parti communiste a alors lieu . Ainsi, le 29 septembre 1942, alors qu'il se trouve à son domicile, Albert Rolland est arrêté parmi une quarantaine de personnes par ces policiers et ce, pour le motif suivant : activité communiste. Albert Rolland est transféré dès le 30 septembre 1942 au commissariat des renseignements généraux de Lorient afin d'y être interrogé et d'être confronté à d'autres personnes interpellées. Les policiers français le considèrent comme un participant actif à de nombreux actes de sabotage en tant que sous-chef d'une organisation communiste dirigée par Pierre Corre. Les explosifs utilisés par Albert Rolland et qui ont servi à commettre les attentats entre février 1942 et septembre 1942 à Brest auraient été fournis par les Anglais. Ces explosifs auraient été apportés dans des petits ports au sud de Brest (Tréboul) grâce aux pêcheurs locaux et préalablement récupérés en mer via les sous-marins anglais. Une liste précise des griefs reprochés à Albert Rolland est établie comme suit : explosions et actes de sabotage de février rue de la Vierge, du 26 mars et du 14 juillet à l'Arsenal. En outre, il lui est également reproché d'avoir jeté des tracts lors de l'attentat du 28 août, rue de Siam. Enfin, il serait, avec Pierre Corre, l'instigateur de l'attentat du 3 septembre à l'Arsenal.
Au cours des interrogatoires, il sera affreusement torturé par les policiers français déterminés à lui faire avouer tous les faits reprochés. Avec 34 autres personnes, il est incarcéré dans le château de Brest.

### La détention dans le château de Brest
Une cinquantaine de personnes sont enfermées dans le château à compter de mi-octobre 1942, faute d'autres prisons disponibles qui étaient détruites ou surpeuplées. Les Allemands obligèrent la police locale à effectuer la surveillance. Tout agent qui refuserait la mission ou l'accomplirait sans le sérieux qui s'impose se verrait également être incarcéré. Ainsi, les 16 policiers affectés à cette mission avaient les consignes suivantes : interdiction de parler aux internés, de les laisser communiquer avec quiconque, de leur remettre des objets, lettres ou colis.
Les prisonniers étaient répartis dans 5 ou 6 cellules. Les conditions de détention étaient terribles : insalubrité, vétusté, infestation de rats et de souris. Les cellules n'avaient qu'une petite fenêtre avec une grille ou des barreaux, ne laissant passer que faiblement la lumière. Certaines n'avaient pas de vitres mais des morceaux de cartons. Les détenus couchaient sur des lits en fer avec des vieilles couvertures infestées de microbes et de parasites de types poux, punaises et tiques. Attaqués par ces derniers, plus le froid dans la pièce, les prisonniers dormaient très peu.
S'agissant de l'alimentation, préparée par les Allemands, celle-ci consistait en de la soupe deux fois par jour, soit aux rutabagas ou soit, plus rarement, aux pommes de terre, avec quelquefois un petit morceau de viande de mauvaise qualité dedans. Ainsi, chaque prisonnier se nourrissait quotidiennement d'un demi-litre de soupe et de 200 grammes de pain. La Croix rouge parvenait toutefois à apporter du pain et quelques conserves, malgré l'interdiction des Allemands.
Deux tentatives d'évasion ont eu lieu. À la suite de celles-ci, l'une en novembre 1942 et l'autre au début du mois de décembre 1942, une fouille complète et minutieuse est effectuée par la police vichyiste et la gestapo, déplacées spécialement. Des paquets de tabac sont retrouvés. Les sanctions infligées aux prisonniers sont alors impitoyables. Les fautifs se sont vus retirer leurs lits et leurs couvertures, malgré une température rude. En outre, ils sont attachés durant 12 jours avec les mains enchaînées derrière le dos. Soupçonnée d'apporter une aide, la Croix rouge est interdite d'accès.
Les nombreux interrogatoires ont été conduits par les policiers de la SPAC. Certains prisonniers ont également subi des interrogatoires de la gestapo. Pour obtenir des aveux plus rapidement, les policiers de la SPAC ont fait croire aux prisonniers que les procédures ne seraient pas transmises aux Allemands mais aux autorités judiciaires françaises. Finalement, les détenus furent soit fusillés soit déportés ; les autorités allemandes prononçant les condamnations, attestant du mensonge de la SPAC.
Albert Rolland est enfermé à cet endroit jusqu'au 28 janvier 1943.

### La condamnation à mort
À partir du 29 janvier 1943, il est transféré par les feld-gendarmen à Rennes où il sera jugé par le Tribunal spécial. Il subira encore des interrogatoires avec tortures jusqu'à la fin du mois de mars 1943. Il aurait dû être défendu à Rennes par maître Maulion, avocat à la Cour, mais ce dernier apprend fin mai 1943 que le tribunal spécial de Rennes renvoie l'affaire à Paris, afin que soit prononcé un jugement devant un tribunal militaire allemand qualifié de compétent. Il sera étiqueté comme dangereux terroriste par l'occupant.
Dans la nuit du mercredi 28 juillet 1943 et du jeudi 29 juillet 1943, il est transféré avec 18 de ses compagnons à la prison de Fresnes. Il devra toutefois laisser ses affaires personnelles à Rennes afin que celles-ci soient restituées à sa famille, annonçant une issue malheureuse à sa détention.
Le 28 août 1943, le tribunal de guerre allemand le condamne à mort pour « actes de sabotage et de terrorisme contre les troupes d'occupation allemandes » ou autrement dit « actions de francs-tireurs ».
Le 17 septembre 1943, à 16 heures, il est exécuté à la forteresse du Mont-Valérien avec ses 18 compagnons, autres membres de l'organisation commune brestoise. Il est inhumé le même jour au cimetière d'Ivry-sur-Seine. Son corps sera restitué à la commune de Brest le 21 octobre 1947. Les dépouilles mortelles de onze corps « morts pour la France », dont il fait partie, sont exposées durant 24 heures dans la chapelle du cimetière de Kerfautras à Brest, où le public est invité à leur rendre une dernière fois « hommage dû à leur sacrifice ».

## Albert Rolland, résistant «mort pour la France»

### Décorations
|  |  |  |  |

Le 30 août 1946, il est cité à l'ordre de la brigade no 421, à titre posthume, par le général de division Préaud, commandant la 3e région militaire. Cette citation porte l'attribution de la Croix de Guerre avec étoile de bronze.
Le 12 juillet 1949, la commission d'homologation des grades Forces françaises de l'intérieur accorde l'homologation dans le grade de sergent-chef d'Albert Rolland.
Le 27 juin 1955, par décret du même jour publié au Journal officiel le 1er juillet 1955, il est décoré de la Médaille militaire, de la Croix de Guerre avec palme de bronze et de la Médaille de la Résistance, à titre posthume. Il sera également décoré de la Médaille de la déportation et de l'internement pour faits de résistance.

### Hommage de la ville de Brest

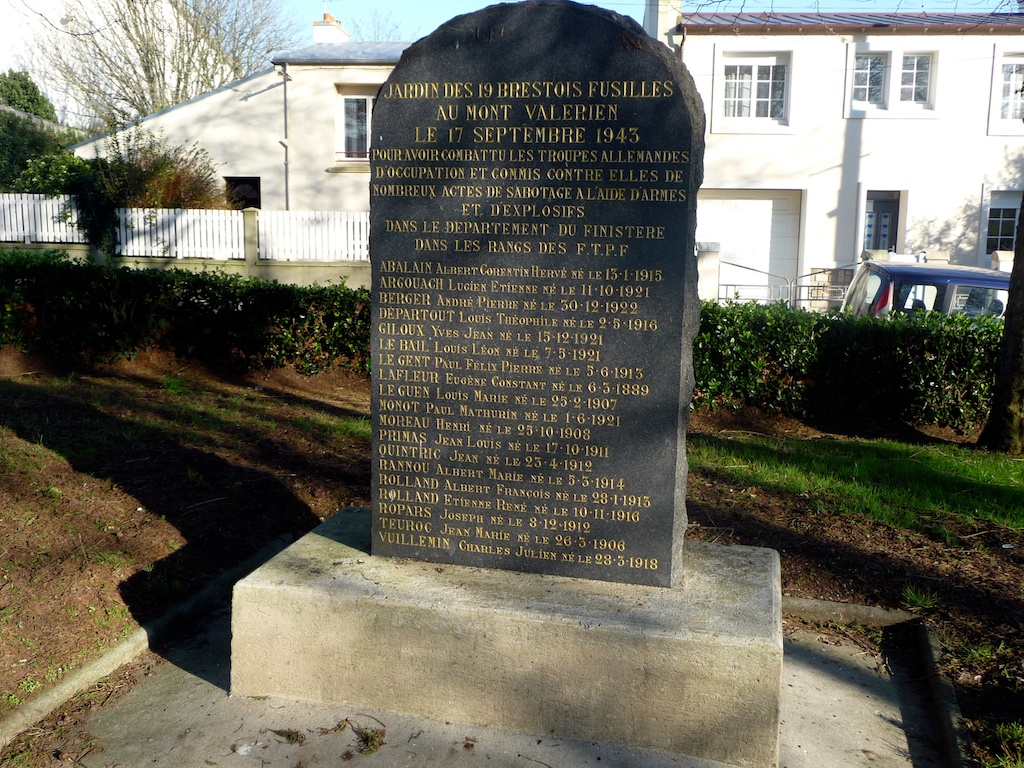
Jardin des 19 brestois fusillés

Une plaque commémorative est érigée à Brest en hommage aux 19 Brestois fusillés, située dans un square appelé « Jardin des 19 Brestois fusillés », à l'angle des rues Georges Mélou et Lacordaire dans le quartier du Guelmeur. Si la dénomination « Jardin des 19 Brestois fusillés » n'existe pas officiellement, la ville de Brest rend cependant hommage fréquemment aux 19 fusillés, notamment à la mi-septembre de chaque année, à l'occasion de la cérémonie commémorant la Libération de Brest,.
Le 8 décembre 1980, le conseil municipal de Brest dénomme la voie desservant l'immeuble Surcouf au port de Commerce : rue Albert Rolland.

### Réhabilitation au Mont-Valérien
Parmi les 19 Brestois fusillés le 17 septembre 1943, 10 noms n'étaient pas gravés sur le moule de cloche se trouvant devant la chapelle de la forteresse du Mont-Valérien. Albert Rolland faisait partie de ces 10 noms. Une injustice corrigée à la suite de la réunion le 15 octobre 2010 d'une commission au ministère de la Défense. La liste des résistants a pu être mise à jour à cette date et les « oubliés » sont ainsi gravés sur le moule de cloche,,.

## Pour approfondir